# Sergej Vadimovič Andrejev
Sergej Vadimovič Andrejev (rusky Сергей Вадимович Андреев, * 26. června 1958) je sovětský a ruský diplomat.

## Životopis
V roce 1980 absolvoval Státní institut mezinárodních vztahů v Moskvě a v témže roce začal pracovat na tehdy sovětském ministerstvu zahraničních věcí.
V letech 1995–1999 byl poradcem na velvyslanectví Ruské federace v Portugalsku, v letech 1999–2002 byl jmenován velvyslancem v Angole (s akreditací také pro agendu státu Svatý Tomáš a Princův ostrov). V letech 2006–2010 byl velvyslancem Ruské federace v Norsku.
V letech 2003–2006 a 2010–2014 byl vedoucím generálního sekretariátu, byl členem kolegia Ministerstva zahraničních věcí Ruska.
Od srpna 2014 je velvyslancem Ruské federace v Polsku.

### Osobní údaje
Je ženatý a je otcem dvou dcer. Hovoří anglicky, portugalsky, francouzsky a polsky.

## Vyznamenání a dekorace
- Řád "Za zásluhy o vlast", 1. třída (2005)
- Řád přátelství (2011)
- Řád cti (2017)